# Đảo Matak
Đảo Matak (tiếng Indonesia: Pulau Matak) là một đảo thuộc quần đảo Anambas của Indonesia, nằm ở Biển Đông giữa bán đảo Malaysia và Borneo. Các công ty khai thác dầu khí bao gồm Conoco Phillips, Premier Oil và Star Energy và được hỗ trợ bởi sân bay Matak (MWK/WIOM).